# Laura McMonagle
Pour les articles homonymes, voir Laura et McMonagle.
Laura McMonagle est une actrice britannique, née à Glasgow en Écosse,,.

## Filmographie
- 2001 : Stacey Stone (série télévisée) : Zoe Trubshawe
- 2004 : Ae Fond Kiss... : l'amie de Rukhsana
- 2006 : Making Your Mind Up (téléfilm) : elle-même
- 2005-2008 : River City (en) (série télévisée) : Zoe Cullen (3 épisodes)
- 2010 : Being Victor (en) (série télévisée) : Lesley Dupe
- 2011 : You Instead : l'amie de Tyko
- 2012 : Lip Service : Janice (2 épisodes)
- 2013 : The Wee Man (en) : Anne Marie
- 2013 : Stovies (court métrage) : Julia West
- 2015 : The Still Heart Beating (court métrage) : Claire
- 2017 : Beyond Reasonable Doubt (série télévisée) : Jane
- 2017 : Rise of the Footsoldier 3 (en) : Kate Carter
- 2017 : Beyond Reasonable Doubt (série télévisée) : Jane
- 2015 : Waitress (court métrage) : Lilian, Adrienne, Violet
- 2018 : Bruno : Rourke